# Battaglia del lago Vadimone (309 a.C.)
La battaglia del lago Vadimone fu combattuta nel 309 a.C. tra Romani ed Etruschi.
Questa fu la più grande battaglia che questi due popoli combatterono l'uno contro l'altro. I Romani vinsero, e fu la definitiva consacrazione della loro egemonia sull'Etruria.

## Antefatti

### 311 a.C.
Scaduti i 40 anni di tregua la nazione etrusca riprende la guerra con Roma. L'obiettivo è sempre quello di riconquistare il territorio veiente il cui principale caposaldo è la città di Sutrium. Il baricentro politico della Lega si è spostato a settentrione infatti Volsinii, Perugia, Cortona guidano l'impresa dopo 50 anni di leadership tarquiniese. Tutte le città stato settentrionali partecipano alla liberazione di Sutrium, considerata la chiave d'accesso dell'Etruria, tranne Arezzo (controllata dalla potente famiglia dei Cilnii). Le città stato dell'Etruria meridionale Tarquinia, Vulci e Caere osservano di fatto il patto di non belligeranza preesistente. Lo scontro vicino alla città fortificata di Sutrium è favorevole alle armi romane, condotte dal console Quinto Emilio Barbula, ma risulta non decisivo.

### 310 a.C.
L'anno successivo il console romano Quinto Fabio Massimo Rulliano valica la Selva Cimina, invade e porta distruzione al territorio al di là dei monti Cimini, dove ottiene un'importante vittoria in campo aperto.
L'effetto psicologico sull'Etruria è devastante ma paradossalmente si ritorce contro Roma perché l'Etruria ritrova l'unità politica, decide di unire tutte le sue forze e le manda di nuovo contro Roma. Le forze romane ed etrusche si scontrano ancora una volta sotto la città di Sutri, dove i romani ottengono una schiacciante vittoria. La sconfitta porta il partito filoromano al potere ad Arezzo, Perugia e Cortona chiedono e ottengono da Roma una pace separata. Le restanti forze della Lega si ritirano.

## La battaglia
La battaglia si svolge nel 309 a.C., durante la dittatura di Lucio Papirio Cursore.
Gli Etruschi radunano un esercito in forza della lex sacrata. Chi viola questa lex si espone alla vendetta degli dei, diventa sacer (maledetto) ed è passibile della pena di morte. Con questo sistema di arruolamento il comandante designa i soldati più valorosi, obbligandoli con giuramento all'adempimento del dovere fino al sacrificio della vita. Ognuno di tali soldati si sceglie un compagno di pari valore, questi un altro e così via fino a che si raggiunge il numero richiesto. Il risultato di questo metodo singolare ed anomalo è la formazione di un corpo scelto di combattenti molto determinati.
Lo scontro viene ricordato come la più grande battaglia della storia tra Etruschi e Romani.
(Tito Livio, Ab Urbe condita, IX, 39.)
La battaglia è incerta per moltissimo tempo, poi i Romani prendono il sopravvento, anche grazie all'intervento diretto nello scontro dei loro cavalieri, e infliggono ai nemici una disfatta.
(Tito Livio, Ab Urbe condita, IX, 39.)

## Conseguenze
L'Etruria è militarmente vinta ma le sue città sono ancora tutte libere. Di fatto salvo consistenti concessioni territoriali a Roma l'Etruria ha intatte le sue libertà politiche, amministrative, commerciali e religiose.

## Localizzazione
La battaglia ha avuto luogo presso il lago Vadimone, vicino a Horta, in un'area afferente all'ager Amerino e quindi al territorio della città di Ameria (attuale Amelia) che allora si estendeva in alcuni punti anche oltre la riva sinistra del Tevere.

## Considerazioni
Con la battaglia del lacus Vadimo, dopo circa 100 anni di lotte con Roma l'Etruria capisce che da sola non può vincere la rivale, ma nulla di irremediabile è ancora successo. Gli Etruschi cominciano ad allargare i loro orizzonti e guardano ai Galli e ai Sanniti come loro futuri alleati nella lotta contro Roma, che si concluderà però con la vittoria finale di quest'ultima.

## Critica storica
Nel racconto di Livio non viene detto chi fosse il comandante dell'esercito romano. Si dice che il dittatore si reca immediatamente a Longula per prendere il comando degli uomini agli ordini del console (ormai decaduto) Gaio Marcio Rutilo Censorino.
Con i Sanniti non si arriva subito allo scontro, per cui non potrebbe essere impossibile che nel periodo tra l'arrivo e il successivo scontro il dittatore abbia preso le redini delle operazioni in Etruria, guidando l'esercito alla vittoria nella battaglia del lago Vadimone. A suffragare questa possibilità, il succedersi delle battaglie nel racconto di Livio, e il fatto che Livio ponga la battaglia con i Sanniti sicuramente dopo quella contro gli Etruschi.
(Tito Livio, Ab Urbe condita, IX,40)
Ma la circostanza della distanza tra i due luoghi dove si ebbero gli scontri con Etruschi e Sanniti (rispettivamente il lago Vadimone e Longula, l'importanza stessa di queste due campagne militari per la sopravvivenza di Roma, il fatto che Quinto Fabio Massimo Rulliano, nello stesso anno dittatoriale, sconfigga il resto dell'esercito etrusco nei pressi di Perugia, potrebbe significare che il dittatore abbia lasciato il comando delle operazioni in Etruria a Fabio, e che questi abbia guidato i romani nella battaglia del lago Vadimone.